# Nahrābī
Nahrābī (persiska: نهرابی, Nahr-e Ābī) är en ort i Iran.   Den ligger i provinsen Kermanshah, i den västra delen av landet, 500 km väster om huvudstaden Teheran. Nahrābī ligger 1 345 meter över havet och antalet invånare är 355.
Terrängen runt Nahrābī är kuperad västerut, men österut är den platt. Runt Nahrābī är det ganska glesbefolkat, med 35 invånare per kvadratkilometer. Närmaste större samhälle är Ravānsar, 9,3 km nordost om Nahrābī. Trakten runt Nahrābī består till största delen av jordbruksmark.